# Kevin Warwick

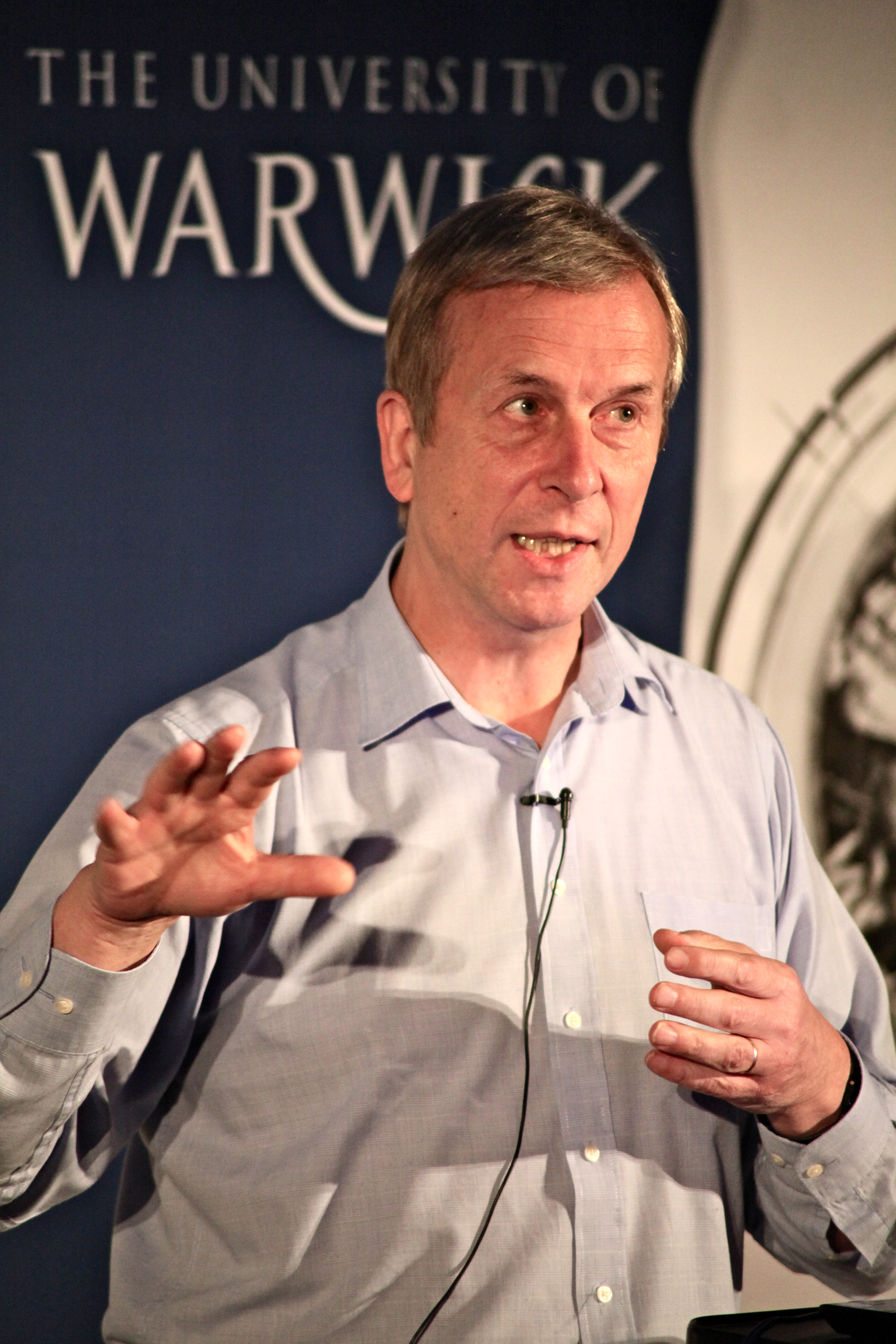
Kevin Warwick (2011)

Kevin Warwick (* 9. Februar 1954 in Coventry) ist ein britischer Kybernetiker. Der Professor an der britischen University of Reading beschäftigt sich mit der Schnittstelle zwischen menschlichem Nervensystemen und Computersystemen. Bekannt wurde er dadurch, dass er sich als erster Mensch einen Computerchip (RFID-Chip) in den Arm implantieren ließ. 2000 hielt er die Weihnachtsvorlesung der Royal Institution (Rise of the Robots).